# Liste der Radioteleskope und Forschungsfunkstellen

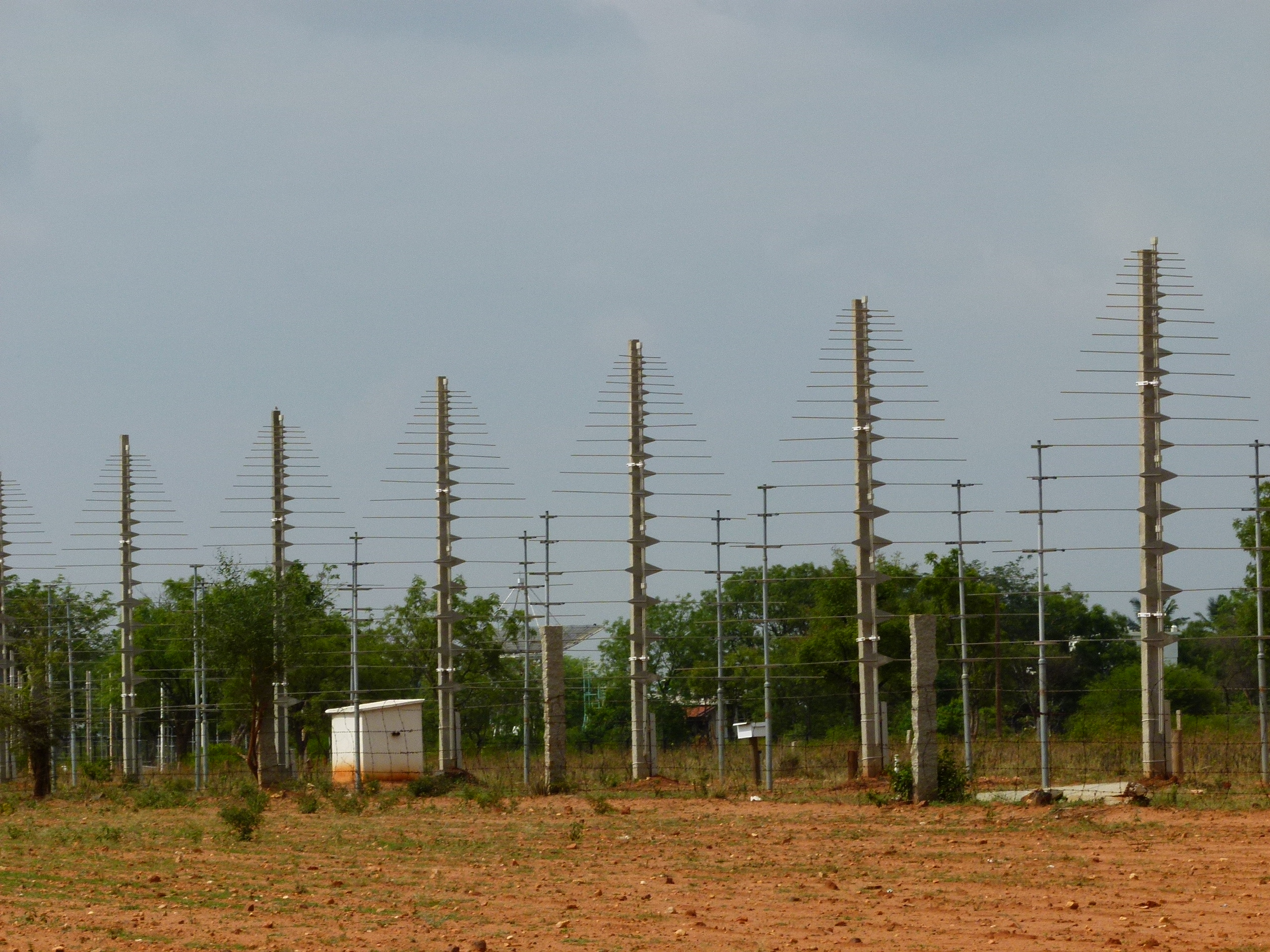
Das Radioobservatorium Gouribidanur in Indien

Dies ist die weltweite Liste der Radioteleskope und Forschungsfunkstellen in alphabetischer Reihenfolge der Länder.

## Antarktis
- South Pole Telescope (SPT)

## Argentinien
- Malargüe, Deep-Space-Station von ESTRACK

## Australien
- Australian Square Kilometre Array Pathfinder (ASKAP)
- Australia Telescope Compact Array (ATCA)
- Canberra Deep Space Communication Complex (Bodenstation des Deep Space Network der NASA)
- Mount Pleasant Radio Observatory nahe Hobart (Tasmanien)
- Murchison Widefield Array
- New Norcia, Deep-Space-Station von ESTRACK
- Parkes-Observatorium

## Belgien

### Atmosphärenforschung
- Ionosonde Dourbes

## Chile
- Atacama Cosmology Telescope
- APEX
- Atacama Large Millimeter/submillimeter Array (ALMA)
- Atacama Submillimeter Telescope Experiment
- NANTEN-Teleskop

## China
- 25-Meter-Radioteleskop Sheshan bei Shanghai, betrieben vom Astronomischen Observatorium Shanghai
- 25-Meter-Radioteleskop von Ürümqi, mit hochempfindlichem 6-cm-Empfänger, gebaut vom Max-Planck-Institut für Radioastronomie, mit dem mehrere gemeinsame Projekte durchgeführt werden
- 40-Meter-Radioteleskop in Kunming, betrieben vom Astronomischen Observatorium Yunnan
- 50-Meter-Radioteleskop bei Miyun bei Beijing
- 40-Meter-Radioteleskop bei Miyun
- 65 Meter-Tianma-Radioteleskop  bei Shanghai
- FAST-Observatorium bei Pingtang in Guizhou, weltweit das Radioteleskop mit dem größten baulichen Einzelhauptspiegel von rund 520 Meter Durchmesser
- 110-Meter-Radioteleskop Qitai, geplante Fertigstellung 2023, wird bei Fertigstellung das weltgrößte voll bewegliche Radioteleskop sein
- Chinese Spectral Radio Heliograph (CSRH), basierend auf 40 Radioteleskopen mit 4,5 m Durchmesser für den Bereich 400 MHz bis 2 GHz und 60 Teleskopen von Durchmesser 2 Meter für den Bereich 2–15 GHz

## Deutschland

### Radioastronomie
- 25-m-Radioteleskop Astropeiler auf dem Stockert bei Bad Münstereifel, das erste deutsche Radioteleskop von 1956, seit 1999 unter Denkmalschutz
- Observatorium für Solare Radioastronomie (OSRA)
- 36-m-Radioteleskop Berlin-Adlershof (in den 1970er Jahren demontiert)[1]
- 100-m-Radioteleskop Effelsberg, das vom Max-Planck-Institut für Radioastronomie in Bonn (MPIfR) betrieben wird
- Drei Radioteleskope des Geodätischen Observatoriums Wettzell
- Stationen des LOFAR-Netzwerks in Effelsberg (in unmittelbarer Nachbarschaft des 100-Meter-Radioteleskops), Garching bei München, Tautenburg, Potsdam, Jülich und Norderstedt

### Atmosphärenforschung
- Ionosonde Juliusruh
- OSWIN-Radar (Kühlungsborn)
- SOUSY-Radar (Bad Lauterberg)

### Grundlagenforschung
- Fraunhofer-Gesellschaft (FHR) Wachtberg

## Finnland
- KAIRA, Kilpisjärvi
- Metsähovi (Kylmälä, Kirkkonummi)
- Tuorlan observatorio

## Frankreich
- IRAM Plateau de Bure Interferometer
- Nançay-Radioteleskop

## Grönland
- Greenland Telescope

## Großbritannien

### Radioastronomie
- Jodrell-Bank-Radioobservatorium
- Merlin GHY-6, 32-Meter-Antenne in Goonhilly
- Guinevere, 30-Meter-Antenne in Goonhilly
- Arthur, GHY-1, 26-Meter Antenne in Goonhilly, ist Teil des e-MERLIN-Netzwerks.
- E-Merlin-Netzwerk mit den Radioteleskopen Lovell, Mark II (25 × 32 m), Defford (26 m), Knockin (25 m), Pickmere (25 m), Darnhall (25 m), Cambridge (32 m) und Goonhilly.

### Atmosphärenforschung
- Ionosonde Lerwick
- Ionosonde Port Stanley (Falklandinseln)

## Indien
- Giant Metrewave Radio Telescope

## Italien
- Medicina
- Noto (Sizilien)
- Sardinia Radio Telescope

## Japan
- Nobeyama Radio Observatory
- Usuda Deep Space Center

## Kanada
- Algonquin Radio Observatory
- Dominion Radio Astrophysical Observatory

## Kasachstan
- Tian Shan Observatory

## Lettland
- VIRAC, Irbene

## Mexiko
- Large Millimeter Telescope

## Niederlande

### Radioastronomie
- LOFAR (im Bau)
- Westerbork, Radioteleskop Westerbork (Radiointerferometer von ASTRON)

### Atmosphärenforschung
- Havelte

## Norwegen

### Atmosphären- und Ionosphärenforschung
- EISCAT

## Polen
- Thorn-Piwnice (Polen)

## Puerto Rico
- Arecibo (zerstört Dezember 2020)

## Russland
- RATAN 600 (Kaukasus)
- RT-70
- Sura (Ionosphärenforschung)

## Schweden
- Onsala Space Observatory
- European Incoherent Scatter (Ionosphärenforschung)

## Schweiz
- Observatorium der Universität Bern in Zimmerwald
- Bleien-Observatorium der ETH Zürich in Gränichen

## Spanien
- Cebreros, Deep-Space-Station von ESTRACK
- IRAM 30-m-Teleskop auf Pico Veleta
- Madrid Deep Space Communications Complex (Bodenstation des Deep Space Network der NASA)
- Radioteleskop Yebes

## Südafrika
- Radio-Observatorium Hartebeesthoek (HartRAO)
- Karoo Array Telescope (MeerKAT)

## Thailand
- Nationales Radio-Observatorium Thailands

## Ukraine
- UTR-2
- Krim-Observatorium

## USA

### Radioteleskope
- Arecibo-Observatorium (Puerto Rico) (zerstört Dezember 2020)
- Allen Telescope Array
- BIMA-Millimeterinterferometer
- Caltech-Submillimeter-Observatorium
- Combined Array for Research in Millimeter-Wave Astronomy (CARMA)
- Goldstone Deep Space Communications Complex (auch Bodenstation des Deep Space Network der NASA)
- Green-Bank-Observatorium nahe Green Bank (West Virginia)
- Hat-Creek-Radioobservatorium
- Haystack-Observatorium
- Heinrich-Hertz-Teleskop
- James Clerk Maxwell Telescope
- Kitt-Peak-Nationalobservatorium
- Mauna-Kea-Observatorium (Hawaii)
- Owens Valley Radio Observatory
- The Dish
- Very Large Array (VLA) nahe Socorro
- Very Long Baseline Array

### Ionosphärenforschung
- HAARP
- HIPAS

Radioastronomische Einrichtungen
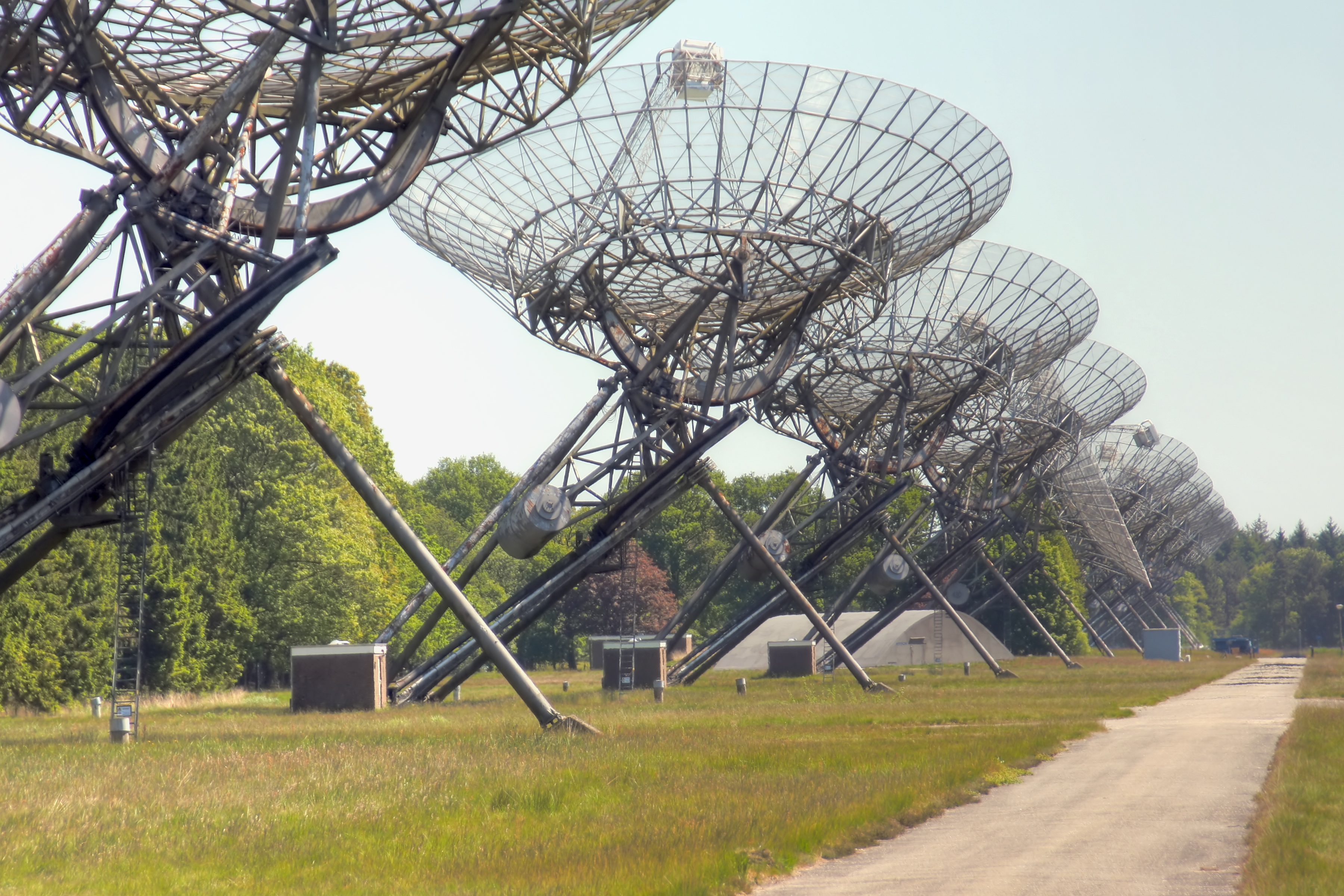
Westerbork Synthesis Radioteleskop
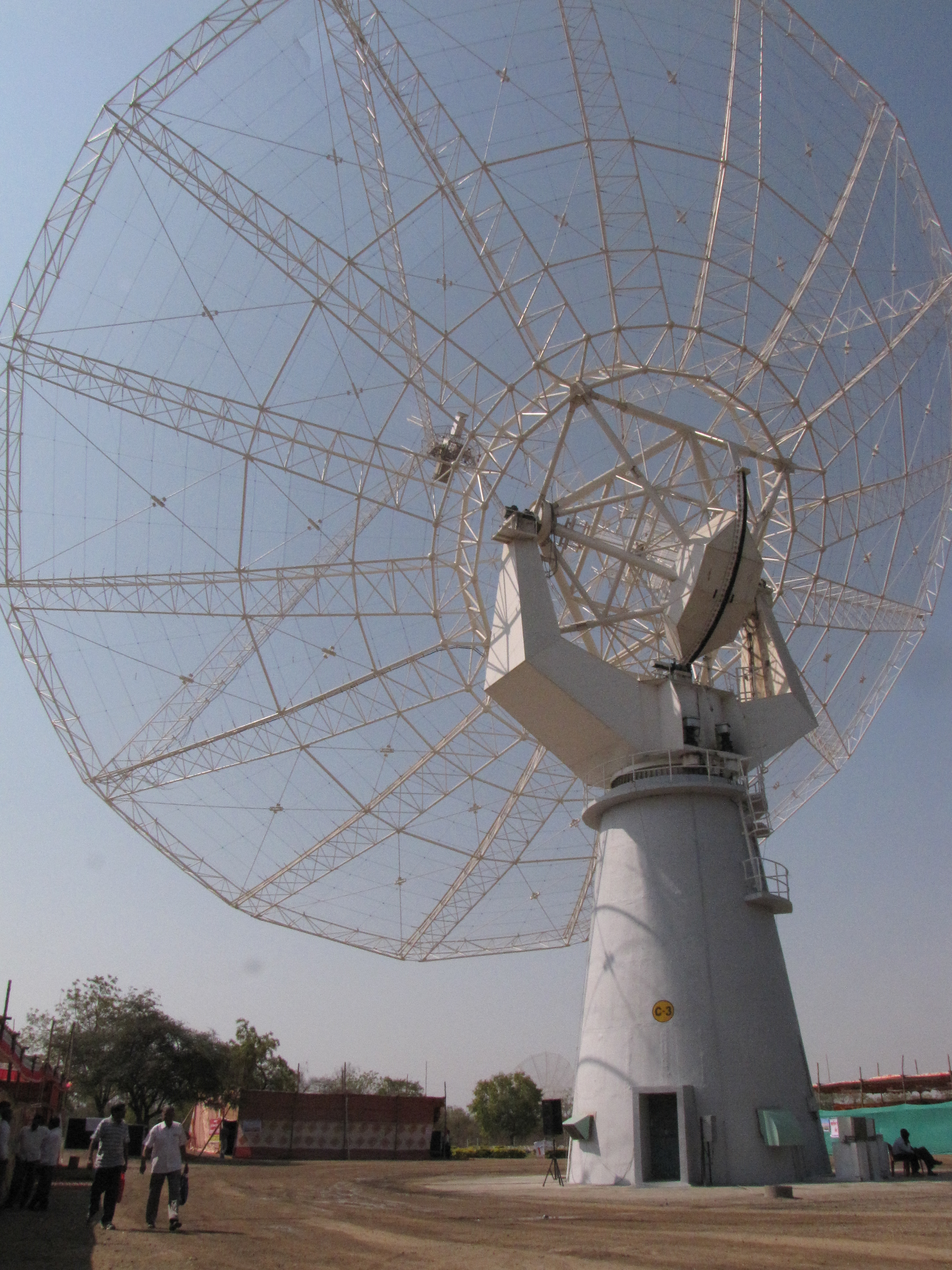
GMRT
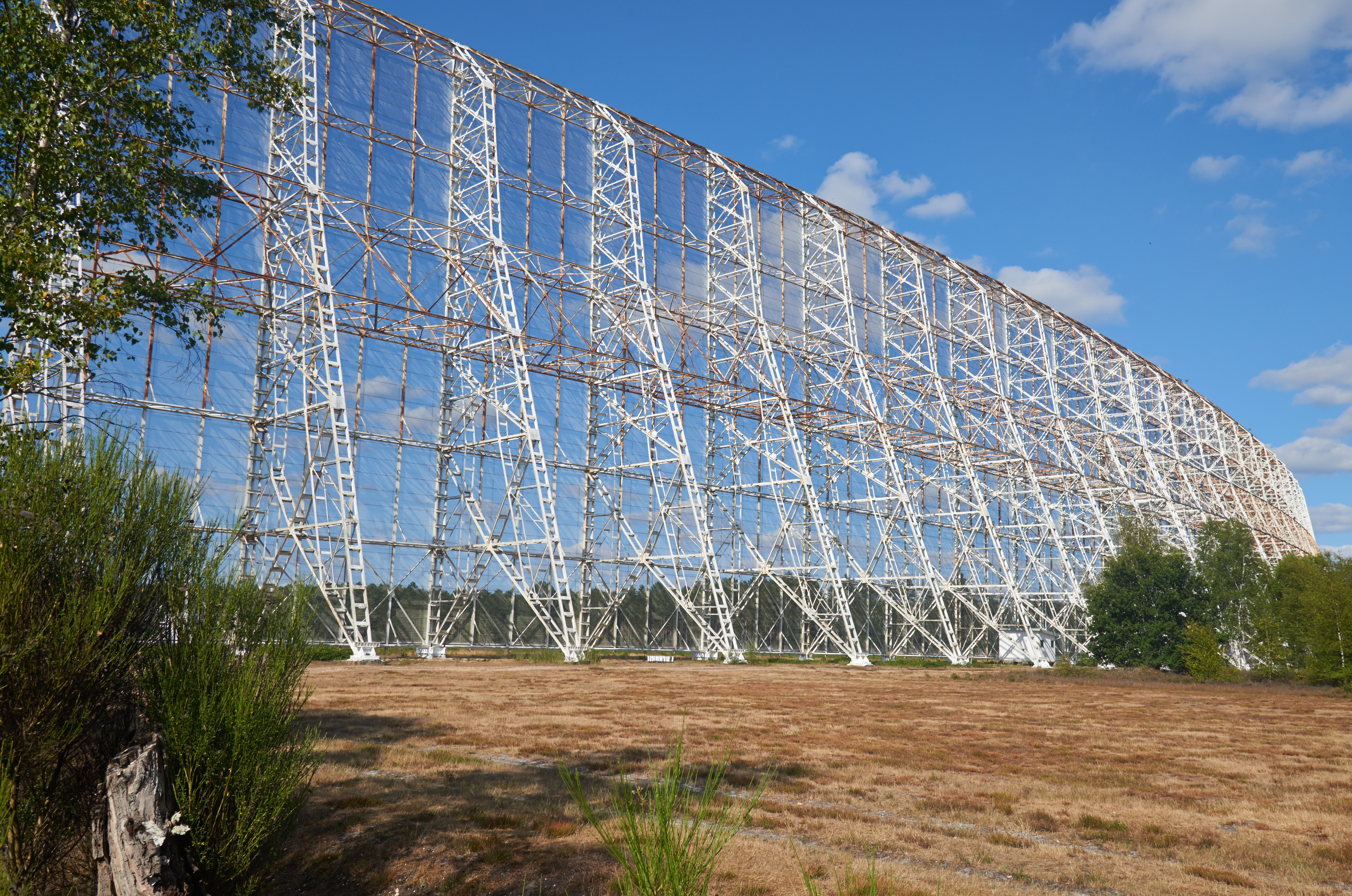
Nançay Observatory A
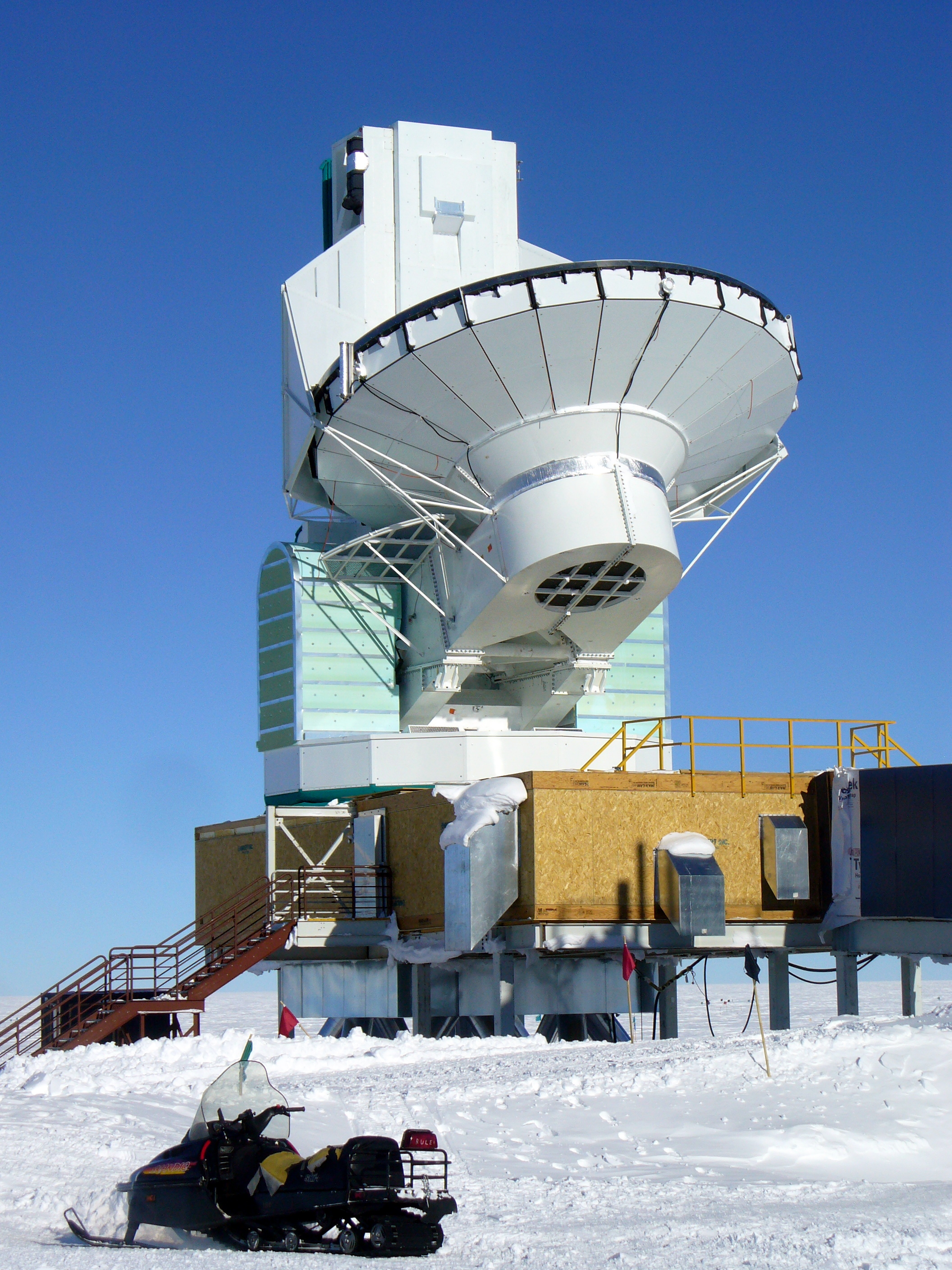
Südpolteleskop
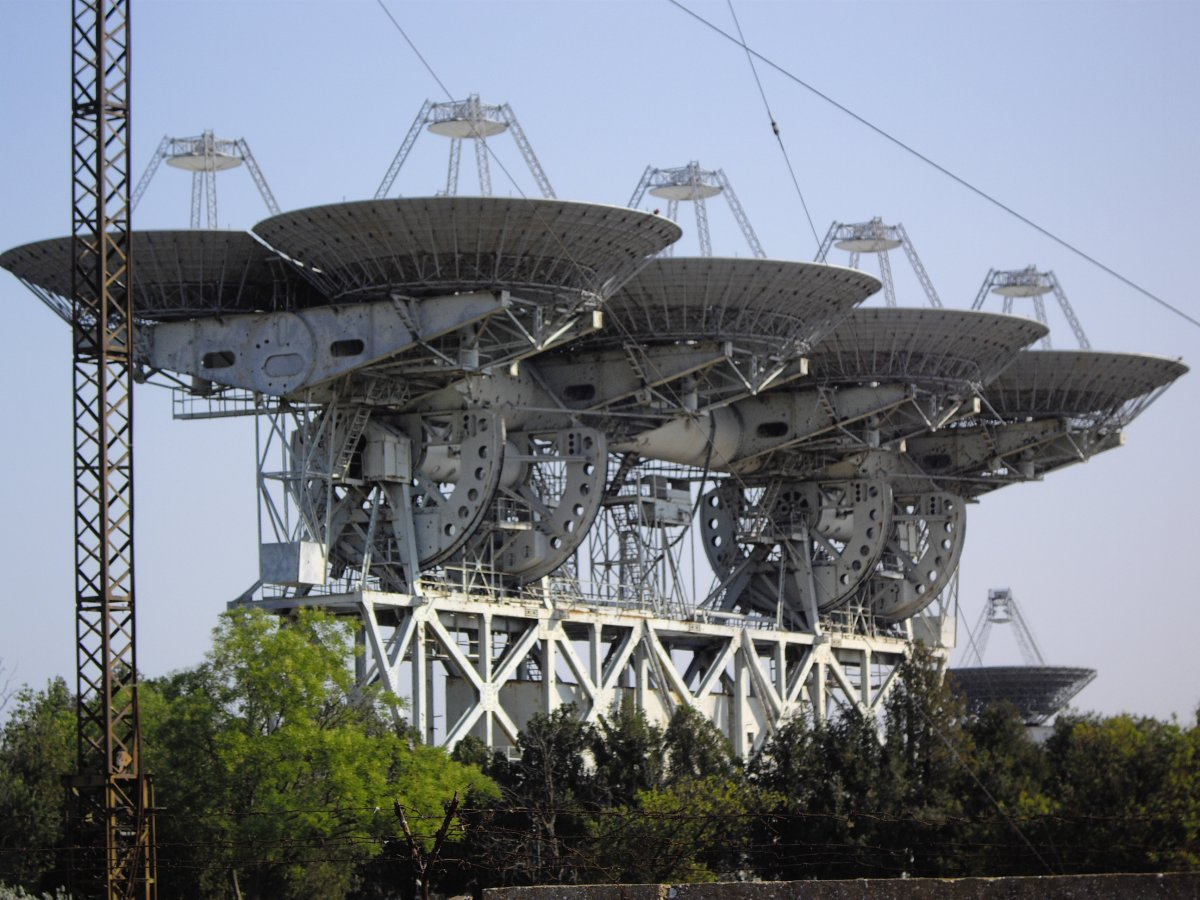
ADU-1000